# Axel Disasi
Axel Wilson Arthur Disasi Mhakinis Belho (* 11. März 1998 in Gonesse) ist ein französischer Fußballspieler kongolesischer Abstammung. Der Innenverteidiger steht als Leihspieler des FC Chelsea bei Aston Villa unter Vertrag.

## Karriere

### Vereine
Der Vater Disasis stammt aus der Demokratische Republik Kongo und ließ sich in den frühen 1980er Jahren in Frankreich nieder. Axel begann mit dem Fußballspielen in einem Vorort von Paris beim Villiers-le-Bel JS in der gleichnamigen Gemeinde und kam über den Umweg beim USM Senlis im Jahr 2014 in die Nachwuchsabteilung des Paris FC. Dort kam er zur Saison 2015/16 in den Kader der Reservemannschaft Paris FC B und bestritt am 11. Dezember 2015 (18. Spieltag) bei der 0:1-Heimniederlage gegen den RC Lens sein erstes Spiel für die erste Mannschaft in der Ligue 2. Auch in der nächsten Partie startete der 17-jährige und in seinem dritten Einsatz am 8. Januar (20. Spieltag) erzielte er bei der 1:3-Heimniederlage gegen den FC Tours das einzige Tor seiner Mannschaft. In der weiteren Saison 2015/16, in welcher der Paris FC dann auch abstieg, kam er zu keinem weiteren Ligaspiel mehr.
Im Juli 2016 schloss sich Disasi dem Ligakonkurrenten Stade Reims an, der in der letzten Saison aus der erstklassigen Ligue 1 abgestiegen war. Dort spielte er in der Spielzeit 2016/17 für die Reservemannschaft und kam in der ersten Mannschaft in einem Spiel zum Einsatz.  Am 1. Spieltag der Saison 2017/18 beim 1:0-Heimsieg gegen Nîmes Olympique startete er und erzielte in der 53. Spielminute das einzige Tor des Tages. In der Folge war als der dritte Innenverteidiger in der Mannschaft von Cheftrainer David Guion eingeplant und kam deshalb nur sporadisch zu Einsatzzeiten. Im Frühjahr 2018 bestritt er sechs aufeinanderfolgende Ligaspiele, schaffte aber nicht endgültig den Durchbruch als Stammspieler und beendete die Spielzeit mit 13 Einsätzen. Mit Stade Reims gewann er den Meistertitel und stieg mit der Mannschaft nach zweijähriger Abstinenz wieder in die Ligue 1 auf. In der Spielzeit 2018/19 kam er nur in vier Ligaspielen zum Einsatz. In Saison 2019/20 drang er in die Startformation Guions vor und etablierte sich als angestammter Innenverteidiger neben dem erfahrenen Yunis Abdelhamid. In dieser aufgrund der COVID-19-Pandemie verkürzten Spielzeit bestritt er 27 Ligaspiele, in denen ihm ein Tor gelang.

### AS Monaco
Am 7. August 2020 wechselte Disasi zum Ligakonkurrenten AS Monaco, wo er einen Fünfjahresvertrag unterzeichnete. Am 23. August 2020 (1. Spieltag) debütierte er beim 2:2-Unentschieden gegen seinen ehemaligen Arbeitgeber Stade Reims und ihm gelang in dieser Partie auch ein Treffer.
Er spielte während der Saison 2021/22 oft in der Startformation und Monaco wurde dritte. In der Qualifikation zur Champions League schied Monaco gegen Schachtar Donezk aus. In der Saison 2022/23 wurde er mit Monaco wieder dritte und diesmal schieden sie in der Qualifikation zur Champions League gegen PSV Eindhoven aus.

### FC Chelsea
Zur Saison 2023/24 wechselte Disasi in die Premier League zum FC Chelsea, bei dem er einen bis zum 30. Juni 2029 datierten Vertrag unterschrieb. Chealsea, bei welchen sich der Innenverteidiger Wesley Fofana verletzt hatte, bezahlte 45 Mio. Euro für Disasi. Mit Chelsea qualifizierte er sich für die Conference League.

#### Aston Villa
Im Februar 2025 wurde er an Aston Villa verliehen.

### Nationalmannschaft
Von November 2017 bis Juni 2018 bestritt Disasi drei Länderspiele für die französische U20-Nationalmannschaft. Im November 2022 wurde er für den französischen Kader für die Weltmeisterschaft in Katar aufgrund der Verletzung Presnel Kimpembe nachnominiert. Dort debütierte er am letzten Gruppenspieltag gegen Tunesien für die A-Nationalmannschaft als Rechtsverteidiger. Er kam auch für ein paar Minuten im Finale der WM zum Einsatz.

## Spielstil
Bisher spielte er meist als rechter Innenverteidiger, manchmal auch als Zentralverteidiger in einer Dreierkette. Er hat eine gute Ballkontrolle und spielt auch über große Distanz genaue Pässe. Sein Lieblingspass soll der weite Pass von hinten rechts nach vorne links sein. Doch seine Stärke ist vor allem das Kurzpassspiel, bei dem er in der AS Monaco zu einer der besten Statistiken in den Top Fünf Fussball-Ligen Europas gebracht hat. In der Premier League hatte in der Saison 2022/23 nur Lewis Dunk von Brighton eine ähnlich gute Statistik. Bei Monaco erreichte er 1.73 Progressive Carries auf 90 Minuten, wo ihn bei Chelsea nur Wesley Fofana übertrifft. Er ist auch physisch und in den Standardsituationen sehr präsent, wo er seine Kopfballstärke zur Geltung bringen kann.

## Privatleben
Sein Vater kommt aus der Demokratischen Republik Kongo und seine Mutter aus Angola und er ist mit mehreren Brüdern aufgewachsen. Er ist in Gonesse außerhalb von Paris geboren doch zog die Familie bald nach Villiers-le-Bel, wo er auch begann Fußball zu spielen. Bei Chelsea kommt er gut mit seinem Mitspieler Benoît Badiashile aus, mit dem er schon in Monaco zusammenspielte.

## Erfolge
- Französischer Zweitligameister und Aufstieg in die Ligue 1: 2018